# Änderungsprotokoll

Changelog-Dateien sind lange Textdateien mit ausführlichen Erläuterungen über jede Änderung. Gezeigt ist nur der Anfang des Changelogs der Linux-Version 2.6.25.4

Ein Änderungsprotokoll, englisch Changelog, ist ein Protokoll oder eine Aufzeichnung von Änderungen an einem Projekt wie beispielsweise einer Software oder einer Website, wo es somit zur Softwaredokumentation zählt. Das Wort Changelog ist ein aus dem Englischen übernommenes Kompositum, das sich aus englisch change für Änderung und log für Logbuch zusammensetzt.
Die meisten Open-Source-Projekte beinhalten eine Changelog-Datei in ihren Distributionen. Diese Datei heißt oftmals CHANGELOG, CHANGES, HISTORY, RELEASE-NOTES oder seltener WHATS.NEW oder NEWS. Meist handelt es sich um eine reine Textdatei. Vor allem im Windows-Bereich wird diesen Dateien manchmal auch die Dateiendung .txt angehängt.

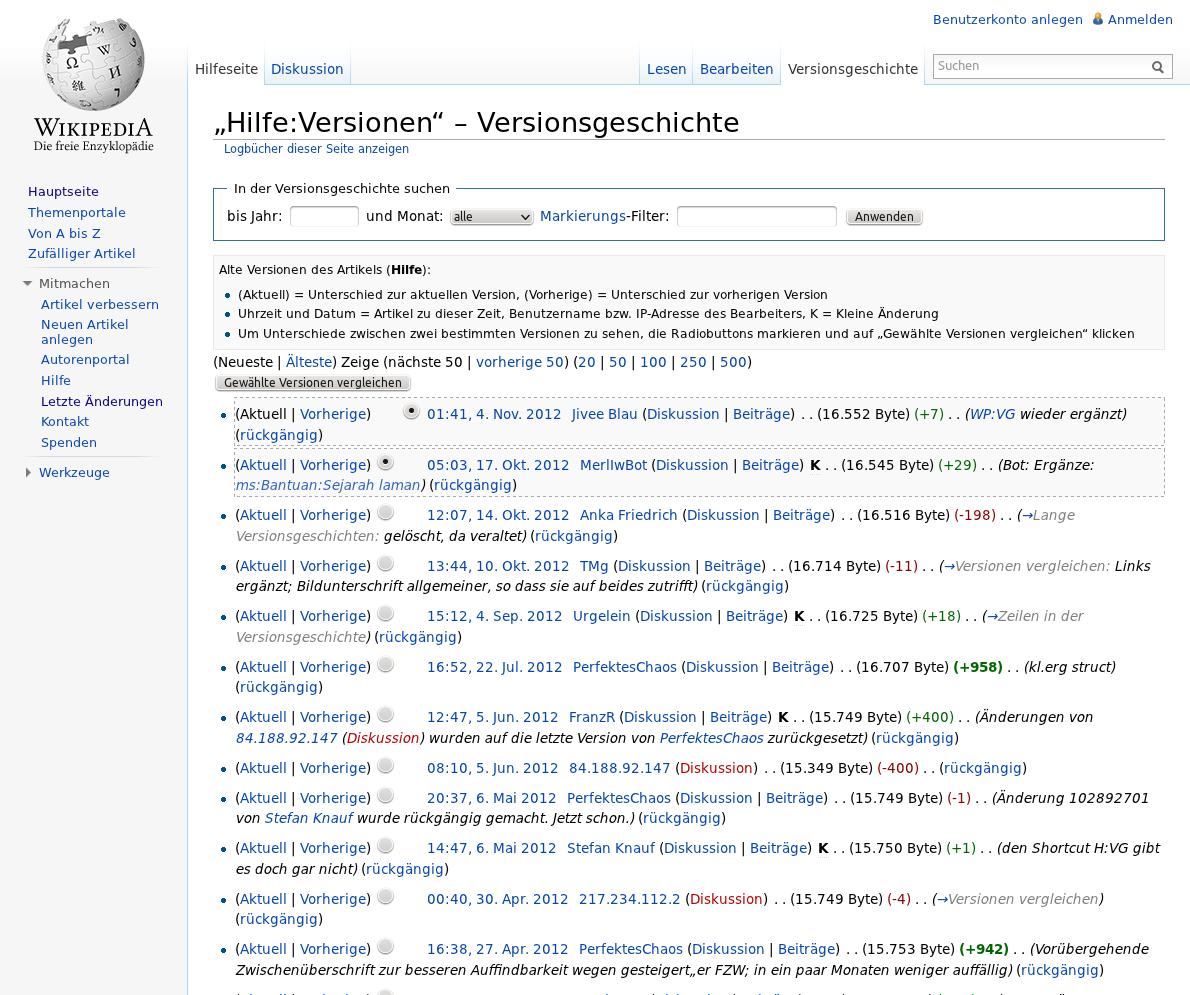
Das Changelog der Wikipedia-Seite „Hilfe:Versionen“

Versionsverwaltungssoftware ist meist in der Lage, aus den Dateiänderungen Changelogs zu produzieren. Auch Wikis stellen mit ihren Versionsgeschichten eine Übersicht aller Änderungen dar.
Mit einer Logdatei hat ein Changelog prinzipiell nichts gemeinsam – es handelt sich zwar bei beiden um Textdateien; während Ersteres zum Protokollieren von Ereignissen oder Prozessen benutzt wird und dabei meistens jede Zeile ein Ereignis darstellt, enthält letzteres Text, der nicht zur maschinellen Weiterverarbeitung gedacht ist, sondern menschenlesbar gestaltet sein soll.

## Beispiele
- Windows 10 update history